# 波特瓦特米縣 (奧克拉荷馬州)
波塔瓦托米縣 （英語：Pottawatomie County）是美国奧克拉荷馬州中部的一個縣，面積2,055平方公里。根據2020年美國人口普查，共有人口72,454人。縣治肖尼。州府奧克拉荷馬市小部分位於本縣。該縣成立於1891年9月2日，原名B縣。縣名來自波塔瓦托米人，意為「火地人」。 	